# John Perkins : suivi d'un scrupule
John Perkins : suivi d'un scrupule est un roman de Henri Thomas publié en 1960 aux éditions Gallimard et ayant reçu la même année le prix Médicis.

## Éditions
- John Perkins : suivi d'un scrupule, éditions Gallimard, 1960.